# Norris Bowden
Robert Norris Bowden (Toronto, 13 agosto 1926 – 9 aprile 1991) è stato un pattinatore artistico su ghiaccio canadese.

## Palmarès
| Evento              | 1943 | 1944 | 1946 | 1947 |
| ------------------- | ---- | ---- | ---- | ---- |
| Campionati canadesi | 2° J | 2° J | 2°   | 1°   |

J = Juniores
| Evento                       | 1951 | 1952 | 1953 | 1954 | 1955 | 1956 |
| ---------------------------- | ---- | ---- | ---- | ---- | ---- | ---- |
| Giochi olimpici invernali    |      | 5°   |      |      |      | 2°   |
| Campionati mondiali          |      | 4°   | 2°   | 1°   | 1°   | 2°   |
| North American Championships |      |      | 1°   |      | 1°   |      |
| Campionati canadesi          | 2°   | 1°   | 1°   | 1°   | 1°   |      |

| Evento              | 1950 | 1951 | 1952 |
| ------------------- | ---- | ---- | ---- |
| Campionati canadesi | 3°   | 3°   | 1°   |